# Una història de violència
Una història de violència (títol original en anglès: A History of Violence) és una pel·lícula de David Cronenberg estrenada el 2005, amb Viggo Mortensen, Maria Bello, Ed Harris i William Hurt. Ha estat doblada al català.

## Argument
Tom Stall és un ciutadà plàcid de la petita ciutat de Millbrook a Indiana, patró d'un petit restaurant, bon pare i bon marit. Un vespre, dos assassins irrompen en el seu restaurant, disposats a cometre una massacre. En unes fraccions de segons, Stall els abat amb una destresa sorprenent. El fet arriba als mitjans de comunicació, la fieresa de la seva família, i propulsa Stall al rang de celebritat local i nacional. Mentre que intenta portar una vida normal, un mafiós parcialment desfigurat, que respon al nom de Fogarty, desembarca en el seu petit restaurant i el crida per un altre nom: Joey. Fogarty i els seus còmplices prenen Tom, que han vist recentment a la televisió, per un dels seus vells còmplices que els ha va trair. Tom se sorprèn i ho nega, però cara a la insistència de Fogarty, el dubte sobre la seva identitat s'insinua a poc a poc en la ment dels seus i de Sam, el xerif local.
Stall, directament amenaçat per Fogarty i els seus homes, acaba per abatre’ls. Una desconfiança i una violència creixents guanyen el seu voltant. Stall, pressionat, acaba llavors per confessar a la seva dona que és realment aquest Joey perseguit per truans, i aquest Karl Fogarty l'havia mutilat antany. La seva dona i el seu fill, trastocats, s'allunyen d'ell. Stall és obligat pel seu germà Richie, esdevingut un autèntic padrí, de fer el viatge a Filadelfia per trobar-lo. Aquest, menyspreant la nova vida de Joey, esdevingut Tom Stall, no perdona pas i prova d'estrangular-lo. Stall torna a esdevenir llavors l'assassí d'excepció que era i es troba obligat per la seva subsistència d'abatre tots els homes de confiança de Richie i finalment el mateix Richie. Tira el seu arma en un llac, es renta de la sang amb la qual s'ha embrutat, i torna a casa on no l'esperen.
Quan Joey entra a casa, la seva família és a taula i al seu lloc no hi ha cap cobert. La seva filla s'aixeca i afegeix el seu cobert al costat dels altres. Al seu torn, el seu fill li pregunta què vol menjar. La seva dona, amb una mirada intensa, sembla finalment reconèixer el pare i el marit d'abans.

## Comentaris
- La pel·lícula obre amb un llarg pla seqüència, en travelling lateral, detallant la façana plàcida d'un petit motel de l'Amèrica profunda. A l'interior de l'establiment, els cadàvers dels gerents, abatuts per dos assassins. La imatge pot amagar-ne una altra, de la mateixa manera que el personatge principal és doble: Tom Stall conté també Joey Cusack.

És així com al llarg de l'obra, Cronenberg pinta una violència en potència: la violència representada per aquest Joey que ressorgeix a l'interior de Tom Stall, o bé la violència que apareix en un ciutadà ordinari. En el moment de l'execució de Fogarty, s'espera que la bala surti del revòlver d'un assassí avesat; i surt d'un americà banal, el jove fill—de Tom Stall.
Aquestes escenes han permès sobretot una lectura fàcil de la pel·lícula posant per davant la duplicitat de l'Amèrica profunda, entre normalitat i violència amagada.
- Es pot igualment interpretar l'evolució dels diferents protagonistes en funció del grau de violència que viuen. El fill de Tom Stall n'és el testimoni i esdevé progressivament més violent, fins a arribar al seu apogeu: l'homicidi de Fogarty.
- Els dos assassins de començament de la pel·lícula són una autèntica al·legoria de la violència, semblen exteriors a tot, per tant la seva violència és pura i gratuïta. Són així l'encarnació d'aquest paràmetre que fa evolucionar els nostres personatges. Són l'agent desencadenador que farà veritablement començar la intriga. La seva trobada amb Tom Stall provoca la primera resurrecció de Joey.

Quan Tom-Joey li confia a la seva dona en l'escena de l'hospital (57'50"), marca el començament de la seva renaixença (born again) en Tom Stall.
- És difícil de no pas veure en la trajectòria de Tom Stall-Joey Cusack la història d'una redempció. Els símbols abunden en aquest sentit: després de l'homicidi del seu germà, Joey es renta com per purificar-se, al seu retorn el seu fill li proposa el que sembla a pa. Purificació per l'aigua (bateig) i compartir el pa (sopar) són dos símbols cristians de la redempció dels pecats o de la renaixença espiritual, tot sent rituals d'integració en la comunitat, aquí familiar. L'escena final hi contribueix, sense paraules, observada per la seva densitat expressiva i simbòlica, clou la pel·lícula - al moment mateix que la tensió dramàtica arribat al seu clímax i la seva resolució - per una mirada.
- Alguns crítics desbordants d'imaginació han vist en Tom Stall/Joey Cusack Caín, assassí del seu germà Abel, i per consegüent el que ha de perllongar el llinatge.

## Repartiment
- Viggo Mortensen: Tom Stall / Joey Cusack
- Maria Bello: Edie Stall
- Ashton Holmes: Jack Stall
- Ed Harris: Carl Fogarty
- William Hurt: Richie Cusack
- Heidi Hayes: Sarah Stall
- Greg Bryk: Billy
- Peter MacNeill: el xèrif Sam Carney
- Stephen McHattie: Leland Jones

### Nominacions
- César a la millor pel·lícula estrangera

## Al voltant de la pel·lícula
- La pel·lícula va ser presentada en selecció oficial, en competició, al Festival de Canes 2005.
- En anglès, « to have a history of violence » és una expressió que significa «tenir un passat violent» (podríem dir-ne també «tenir un cas judicial»). La pel·lícula juga doncs amb l'ambigüitat del seu títol: entre una història violenta, un passat violent i una història de la violència.
- Cronenberg, que s'ha interessat amb la temàtica de la infecció (Shivers), deixa veure aquí la propagació de la violència i la manera com contamina els individus malgrat ells.
- La pel·lícula gravita igualment al voltant del tema de la identitat. Després d'haver-hi abordat el temor de l'individu a la seva pròpia transformació corporal (La Mosca), el realitzador posa en escena a l'obra un personatge principal que es transforma amb les visions successives (i divergents) del seu entorn.